# Кен Сакамура
Кен Сакамура (яп. Sakamura Ken, народився 25 липня 1951 року в Токіо, Японія), станом на квітень 2017 року - японський професор і декан факультету інформаційних мереж для інновацій та дизайну в Університеті Тойо, Японія. Колишній професор інформатики в Токійському університеті (до березня 2017). Творець архітектури операційної системи реального часу (RTOS) TRON.
У 2001 році він розділив нагороду Takeda за соціальний/економічний добробут з Річардом Столлманом та Лінусом Торвальдсом.

## Кар'єра
З 2006 року Сакамура очолює лабораторію повсюдної мережі (UNL), розташовану в Готанді, Токіо, та форум T-Engine з питань побутової електроніки. Спільною метою специфікації повсюдної мережі Сакамури та форуму T-Engine є надання можливості будь-якому повсякденному пристрою передавати та приймати інформацію. По суті, це варіант TRON, поєднаний з конкуруючим стандартом радіочастотної ідентифікації (RFID).
З моменту заснування форуму T-Engine Сакамура працює над тим, щоб відкрити світові японські технології. Його попереднє творіння, TRON, універсальна RTOS, що використовується в японській побутовій електроніці, мала обмежене застосування в інших країнах. Сакамура підписав угоди з китайськими та корейськими університетами про спільну роботу над повсюдною мережею. Він також працював з французьким виробником програмних компонентів NexWave Solutions, Inc. Він є зовнішнім членом ради директорів Nippon Telegraph and Telephone (NTT), Японія.

## Ubiquitous Communicator
Ubiquitous Communicator (UC) - це мобільний комп'ютерний пристрій, розроблений компанією Sakamura для використання у повсюдних обчисленнях. 15 вересня 2004 року компанія YRP-UNL оголосила в Японії про початок виробництва нової моделі після створення п'яти прототипів протягом трьох років. Модель була використана в пробних випробуваннях приблизно наприкінці 2004 року. Нова модель, що важить близько 196 грамів, містить нові функції: RFID-зчитувач, сумісний з ucode, двомегапіксельну камеру на ПЗС-матриці, додаткову камеру з роздільною здатністю 300 000 пікселів для відеотелефонії, підтримку бездротових мережевих технологій Bluetooth, Wi-Fi і IrDA, функцію VoIP-телефонії, слоти для карт пам'яті SD і міні-SD, автентифікацію за відбитками пальців і шифрувальний співпроцесор як опції. Очікувалося, що він буде продаватися за ціною 300 000 єн, тобто 2700 доларів США.

## Досягнення
У травні 2015 року Сакамура отримав престижну нагороду ITU150 від Міжнародного союзу електрозв'язку (МСЕ) разом з Біллом Гейтсом, Робертом Е. Каном, Томасом Вігандом, Марком І. Кривошеєвим та Мартіном Купером. Нижче наводимо цитату, надану ITU:

... Сьогодні операційні системи реального часу, засновані на специфікаціях TRON, використовуються для керування двигунами автомобілів, мобільних телефонів, цифрових камер та багатьох інших приладів, і вважаються одними з найпопулярніших операційних систем для вбудованих комп'ютерів у всьому світі. Результати досліджень і розробок проекту TRON є корисними для повсюдного поширення обчислень. Наприклад, УНЛ долучився до зусиль зі стандартизації в ITU-T і допоміг розробити серію рекомендацій, включаючи H.642 "Доступ до мультимедійної інформації, що ініціюється ідентифікацією на основі тегів". Ідея серії H.642 базується на фактичному стандарті "ucode", розробленому UNL для комунікації в епоху Інтернету речей ... За свої досягнення Сакамура отримав багато нагород: Премія Такеда, медаль з фіолетовою стрічкою від японського уряду, премія Окава, премія прем'єр-міністра та премія Японської кіноакадемії. Він є членом "золотого ядра" комп'ютерного товариства IEEE (IEEE Computer Society).